# نمش‌آپاتی
نِمِش‌آپاتی (به مجاری:  Nemesapáti) یک منطقهٔ مسکونی در مجارستان است که در زالا واقع شده‌است.